# Rueda hidráulica

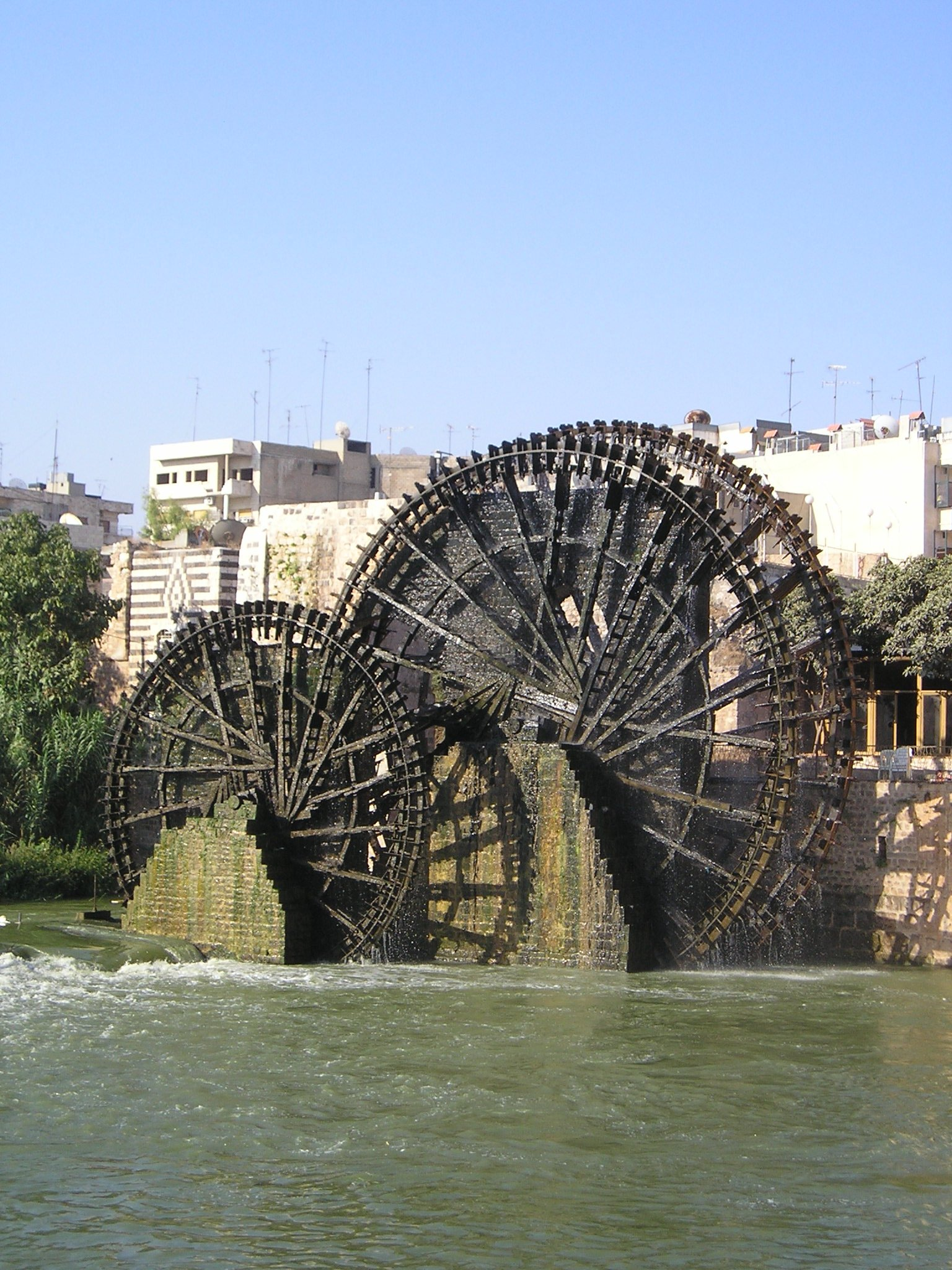
Ruedas de agua en Hama - Siria.

Una rueda hidráulica es una máquina que nos ayuda a convertir la energía de un curso de agua o de una caída de agua (conocida como energía hidráulica) en otras formas más útiles de energía, por ejemplo en energía mecánica. En la Edad Media las ruedas hidráulicas se emplearon como fuente de energía, en los talleres artesanales de varios países. Los molinos de viento, y la tracción humana o animal, fueron algunas de las alternativas a la rueda hidráulica. El uso más común de este tipo de ruedas era en los molinos de harina, pero también se empleaban como propulsores en trabajos de fundición y metalurgia, o en la elaboración de papel.
Algunas ruedas hidráulicas se alimentaban del agua de un estanque, formado por un canal que conducía el agua de una pequeña represa o bocatoma, hecha en el curso del agua. A mediados o finales del siglo XVIII, la investigación científica de John Smeaton sobre la rueda hidráulica condujo a un aumento significativo en su eficiencia,y fueron las proporcionaron la energía tan necesaria para la Revolución Industrial en sus inicios. Las ruedas hidráulicas comenzaron a ser desplazadas por la turbina, más pequeña, menos costosa y más eficiente, desarrollada por Benoît Fourneyron, comenzando con su primer modelo en 1827.

## Historia

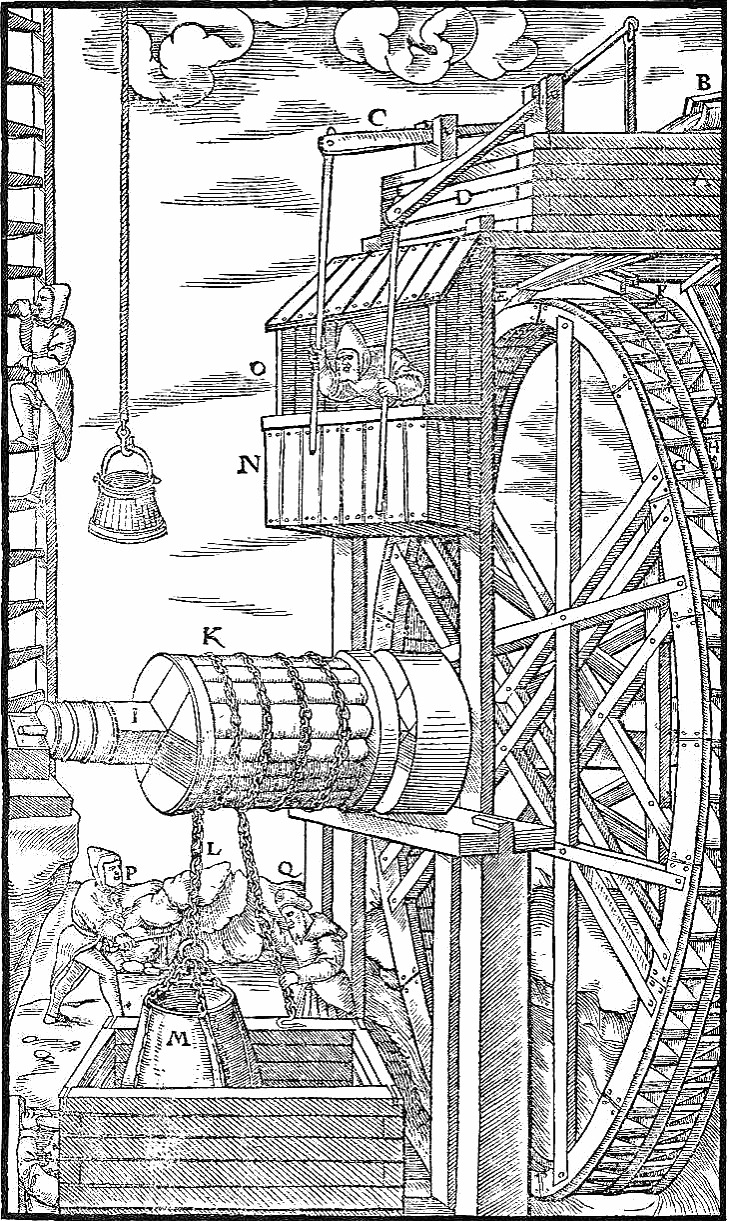
Rueda de agua accionando un elevador de una mina hoist en De re metallica (1566).

Como en todas las máquinas, el movimiento rotatorio es más eficiente en los dispositivos de elevación de agua que en los oscilantes.. En términos de fuente de energía, las ruedas hidráulicas se pueden girar por la fuerza humana o animal o por la propia corriente de agua. Las ruedas hidráulicas vienen en dos diseños básicos, equipados con un eje vertical u horizontal. Este último tipo se puede subdividir, dependiendo de dónde golpee el agua con las paletas de las ruedas, en ruedas de sobreimpulso, de pecho y de bajo alcance. Las dos funciones principales de las ruedas hidráulicas fueron históricamente la extracción de agua con fines de riego y la molienda, en particular de grano. En el caso de los molinos de eje horizontal, se requiere un sistema de engranajes para la transmisión de potencia, que los molinos de eje vertical no necesitan.

### Mundo occidental

#### Mundo Greco-romano
Los antiguos griegos inventaron la rueda hidráulica y fueron, junto con los Romanos, los primeros en usarla en casi todas las formas y funciones descritas anteriormente, incluida su aplicación como molino de agua. Este avance tecnológico ocurrió entre los siglos III y I a. C. del período helenístico, una época de avances tecnológicos y una sociedad abierta a los avances científicos.
El historiador británico de tecnología, M. J. T. Lewis dató la aparición de la rueda hidráulica de eje vertical a principios del III a. C., y la de eje horizontal cerca del año 240 a C.. También señala como lugares de invención Mesopotamia y Alejandría. Para ello tomó en cuenta la evidencia indirecta del trabajo del griego Apolonio de Perge. Por su parte, el geógrafo griego Estrabón habla de la existencia de una rueda hidráulica antes del 71 a C., en el palacio del rey Mitrídates VI de Ponto. Pero su construcción exacta no puede deducirse del texto (XII, 3, 30 C 556). La primera descripción clara de una rueda hidráulica con engranajes la ofrece el arquitecto romano Vitruvio, a finales del I a. C.
Cerca del año 300 a C., los romanos reemplazaron los compartimentos de madera con cangilones alfareros separados, atados al marco externo de la rueda, dando origen a la "noria del tipo azud" (rueda hidráulica especializada para subir agua).
Levantamiento de agua

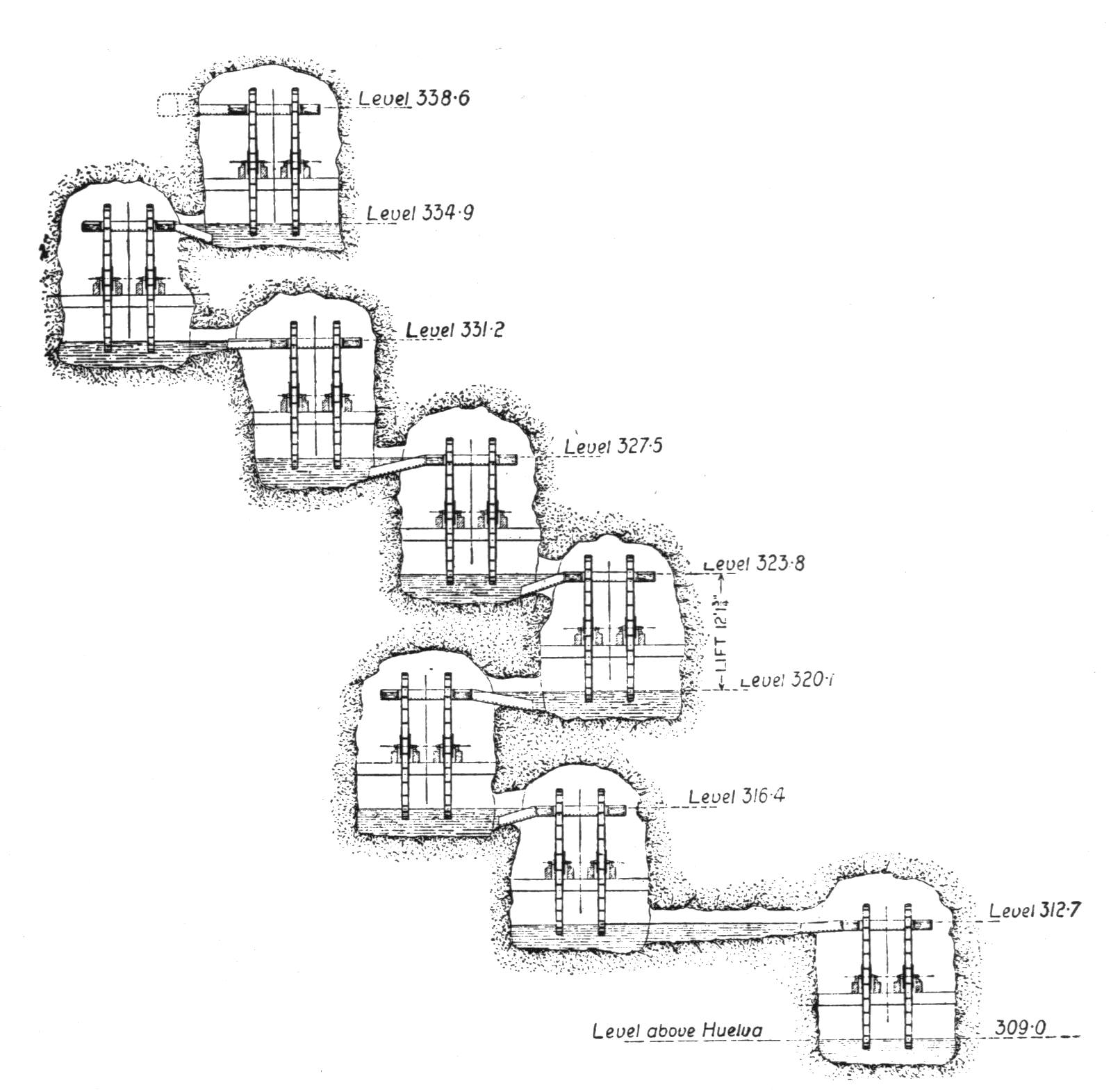
Secuencia de ruedas encontradas en las minas de Río Tinto.

La rueda hidráulica compartimentada viene en dos formas básicas, la rueda con cuerpo compartimentado (Latín  tímpano) y la rueda con borde compartimentado o un borde con contenedores adjuntos separados. Las ruedas pueden ser giradas por hombres que pisan su exterior o por animales por medio de un engranaje tympanum. Si bien el tímpano tenía una gran capacidad de descarga, podía levantar el agua solo a menos de la altura de su propio radio y requería un gran torque para girar. Estas deficiencias de construcción fueron superadas por la rueda con una llanta compartimentada que era un diseño menos pesado con una elevación más alta.
La primera referencia literaria a una rueda compartimentada accionada por agua aparece en el tratado técnico "Pneumatica" (capítulo 61) del ingeniero griego Filón de Bizancio (ca. 280-220 aC). En su "Parasceuastica" (91.43-44), Philo aconseja el uso de tales ruedas para sumergir las minas de asedio como medida defensiva contra el debilitamiento del enemigo. Las ruedas compartimentadas parecen haber sido el medio de elección para drenar los diques secos en Alejandría durante el reinado de Ptolomeo IV (221-205 a. C.). SVarios papiros griegos del siglo III al II aC mencionan el uso de estas ruedas, pero no dan más detalles. La inexistencia del dispositivo en el Antiguo Oriente Próximo antes de las conquistas de Alejandro se puede deducir de su pronunciada ausencia de la rica iconografía oriental sobre prácticas de riego. Sin embargo, a diferencia de otros dispositivos de elevación de agua y bombas de la época, la invención de la rueda compartimentada no se puede atribuir a ningún ingeniero helenístico en particular y puede haber sido realizada a finales del siglo IV a. C.en un contexto rural lejos de la metrópoli de Alejandría.

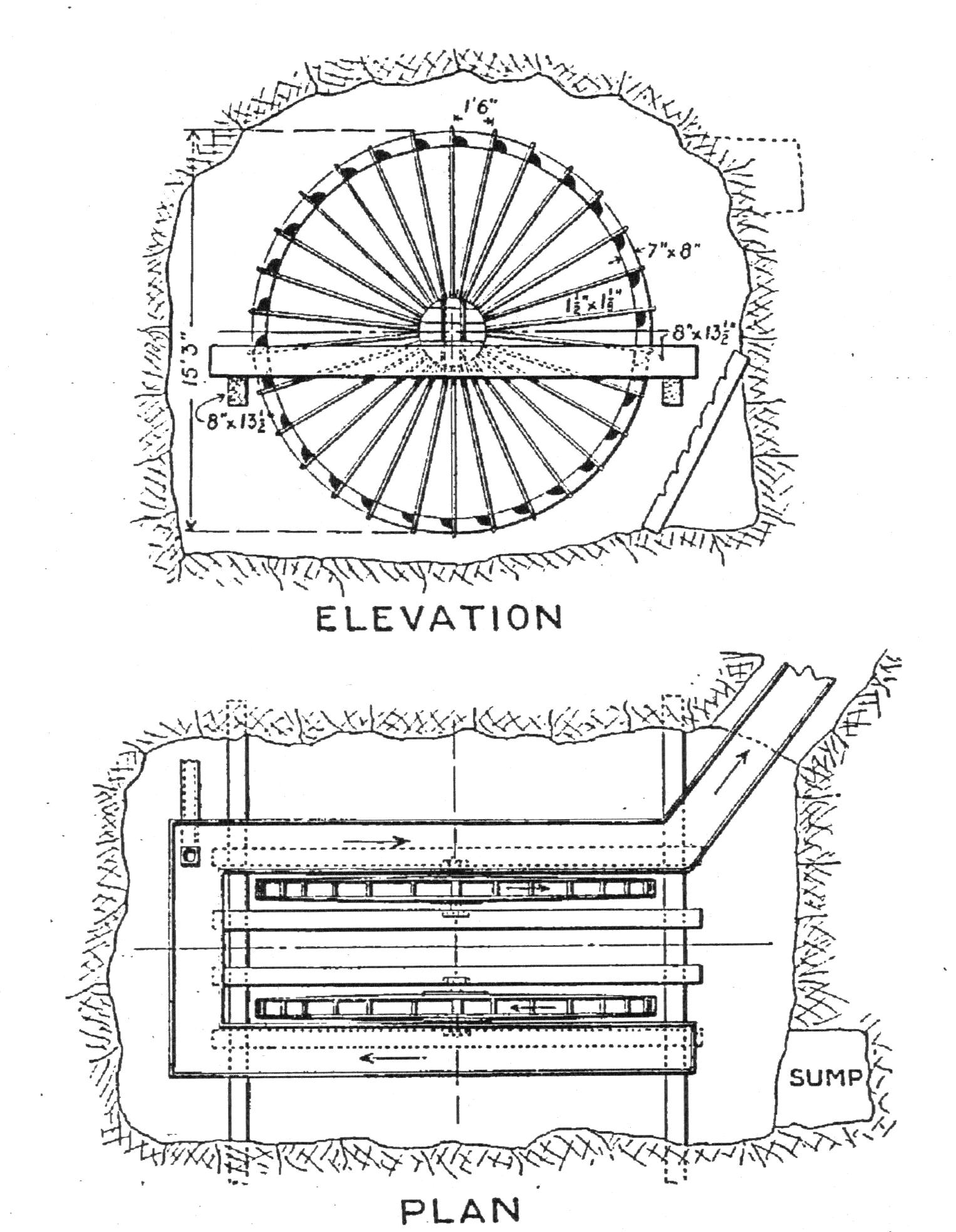
Rueda de drenaje de las minas de Rio Tinto.

La representación más antigua de una rueda compartimentada es de una pintura de una tumba en Egipto ptolemaico que data del siglo II a. C. Muestra un par de bueyes con yugo conduciendo la rueda a través de un engranaje tympanum, que también se atestigua aquí por primera vez. El sistema de engranajes de tímpano griego ya se muestra completamente desarrollado hasta el punto de que "los dispositivos egipcios modernos son prácticamente idénticos". Se supone que los científicos del Museo de Alejandría (Musaeum at Alexandria), en ese momento el centro de investigación griego más activo, pueden haber estado involucrados en su invención. Un episodio de la guerra de Alejandría en el 48 a. C. cuenta cómo los enemigos de César emplearon ruedas hidráulicas con engranajes para verter agua de mar desde lugares elevados en la posición de los romanos atrapados.
Alrededor del 300 d. C., finalmente se introdujo la rueda hidráulica cuando los compartimentos de madera fueron reemplazados por vasijas de cerámica de bajo costo que estaban atadas al exterior de una rueda de marco abierto..
Los romanos usaban ruedas hidráulicas ampliamente en proyectos mineros, con enormes ruedas hidráulicas de la era romana encontradas en lugares como la actual España. Eran ruedas hidráulicas sobrecargadas inversamente diseñadas para deshidratar minas subterráneas profundas.[cita requerida] Varios de estos dispositivos son descritos por Vitruvius, incluyendo la rueda hidráulica sobrecargada inversa y el tornillo de Arquímedes. Muchos fueron encontrados durante la minería moderna en la cuenca minera de Riotinto-Nerva, un sistema que involucra 16 ruedas de este tipo apiladas una encima de la otra para levantar agua alrededor 80 pies del sumidero de la mina. Parte de una rueda de este tipo se encontró en Dolaucothi, una mina de oro romana en el sur de Gales en la década de 1930, cuando la mina se reabrió brevemente. Se encontró a unos 160   pies debajo de la superficie, por lo que debe haber sido parte de una secuencia similar a la descubierta en Rio Tinto. Recientemente ha sido fechado por carbono alrededor del 90 d. C., y dado que la madera de la que se hizo es mucho más antigua que la mina profunda, es probable que los trabajos profundos estuvieran en funcionamiento quizás 30-50   años después. A partir de estos ejemplos de ruedas de drenaje que se encuentran en galerías subterráneas selladas en lugares muy separados, se desprende claramente que la construcción de ruedas hidráulicas estaba dentro de sus capacidades, y tales ruedas hidráulicas verticales se utilizan comúnmente para fines industriales.

## Descripción
Una rueda hidráulica consiste en una gran rueda de madera o de metal, con cierto número de palas o cajones dispuestos en el borde exterior de la rueda, conformando la superficie de ésta. En la Edad Media, la rueda hidráulica fue ampliamente utilizada en Europa para una gran variedad de usos industriales. Por ejemplo, El Domesday Book, libro del catastro inglés elaborado en el 1086, reporta 5624 molinos de agua, todos del tipo vitruviano. Estos molinos fueron usados para accionar aserraderos, molinos de cereales y para minerales, molinos con martillos para trabajar el metal o para batanes, para accionar fuelles de fundiciones y para una gran variedad de aplicaciones. De este modo tuvieron también un papel importante en la redistribución territorial de la actividad industrial.
Más de dos docenas de ruedas hidráulicas construidas por los españoles en Larmahue están todavía en uso para abastecer canales de riego agrícolas, y constituyen el mayor grupo de molinos de agua todavía en uso en todo el mundo. Las ruedas hidráulicas, que operan a lo largo de un tramo de cuatro km de un canal de riego de posible origen prehispánico, dan testimonio de la contribución colonial española a la agricultura en la región. Una rueda hidráulica similar en diseño a las de Larmahue se ha reconstruido cerca de Córdoba, España, y se han encontrado evidencias de varios molinos de agua que datan de la Edad Media en las proximidades de Toledo, también en España.
Las ruedas hidráulicas están en vías de desaparecer, muchas son sustituidas por bombas mecánicas o simplemente por negligencia se van deteriorando y desaparecen. En 1988, se censaron unas 80 en Chile, de las cuales hasta la fecha (2016) sólo sobreviven aproximadamente dos docenas en uso.